# Pilgrimsled
Pilgrimsled är en uppgjord vallfartsväg. I ett historiskt sammanhang användes särskilda vägar för pilgrimsfärden, vilka knöt samman eller ledde till olika heliga platser. Vissa används åter i dag och ytterligare några är nya företeelser. Källkritiskt är det svårt att finna belägg för alla vägar som inom ramen för lokal tradition pekas ut som pilgrimsleder. 

## Kända pilgrimsleder

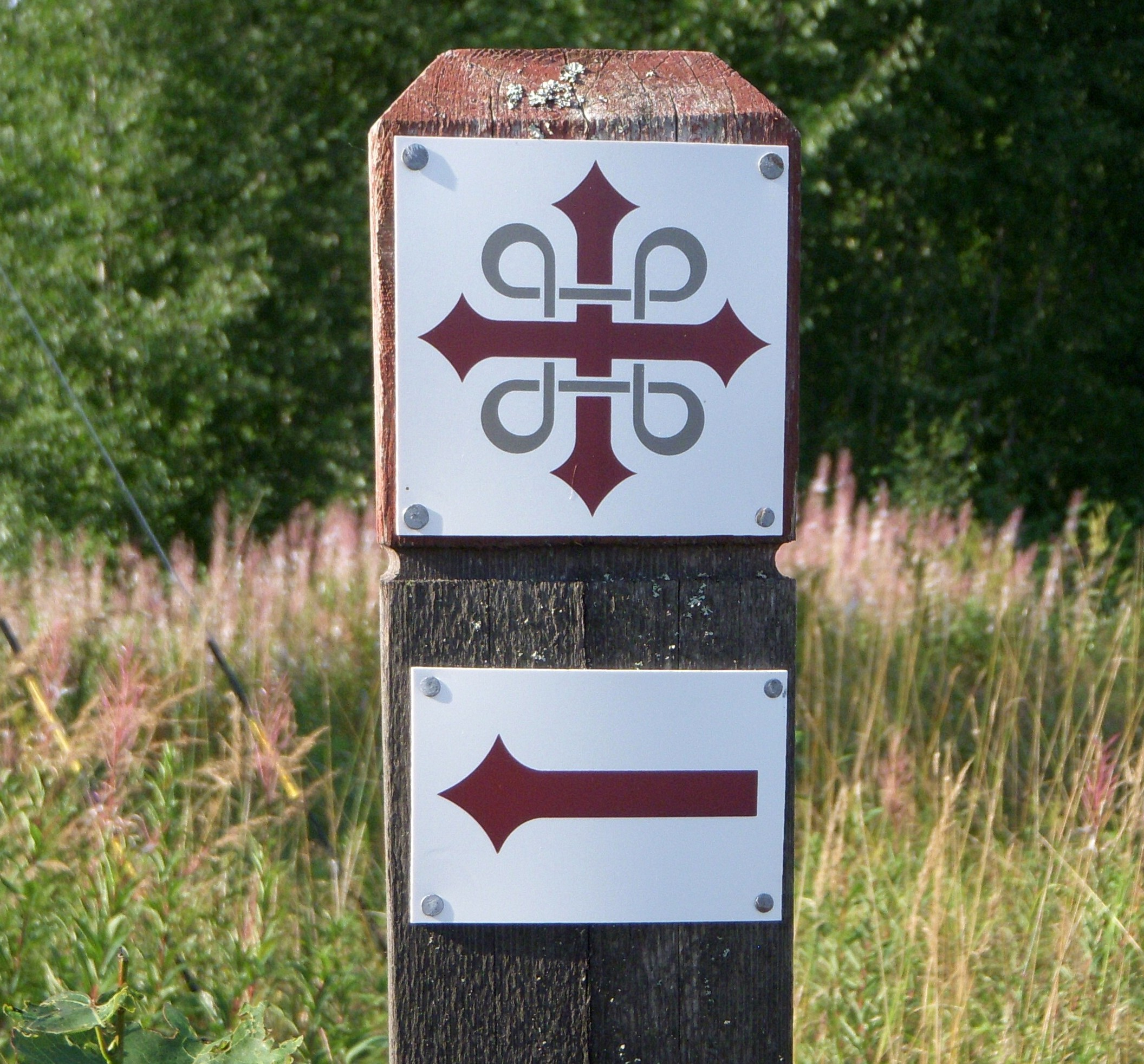
Markering för "Pilgrimsleden Västerbergslagen" (vid Nyhammar).

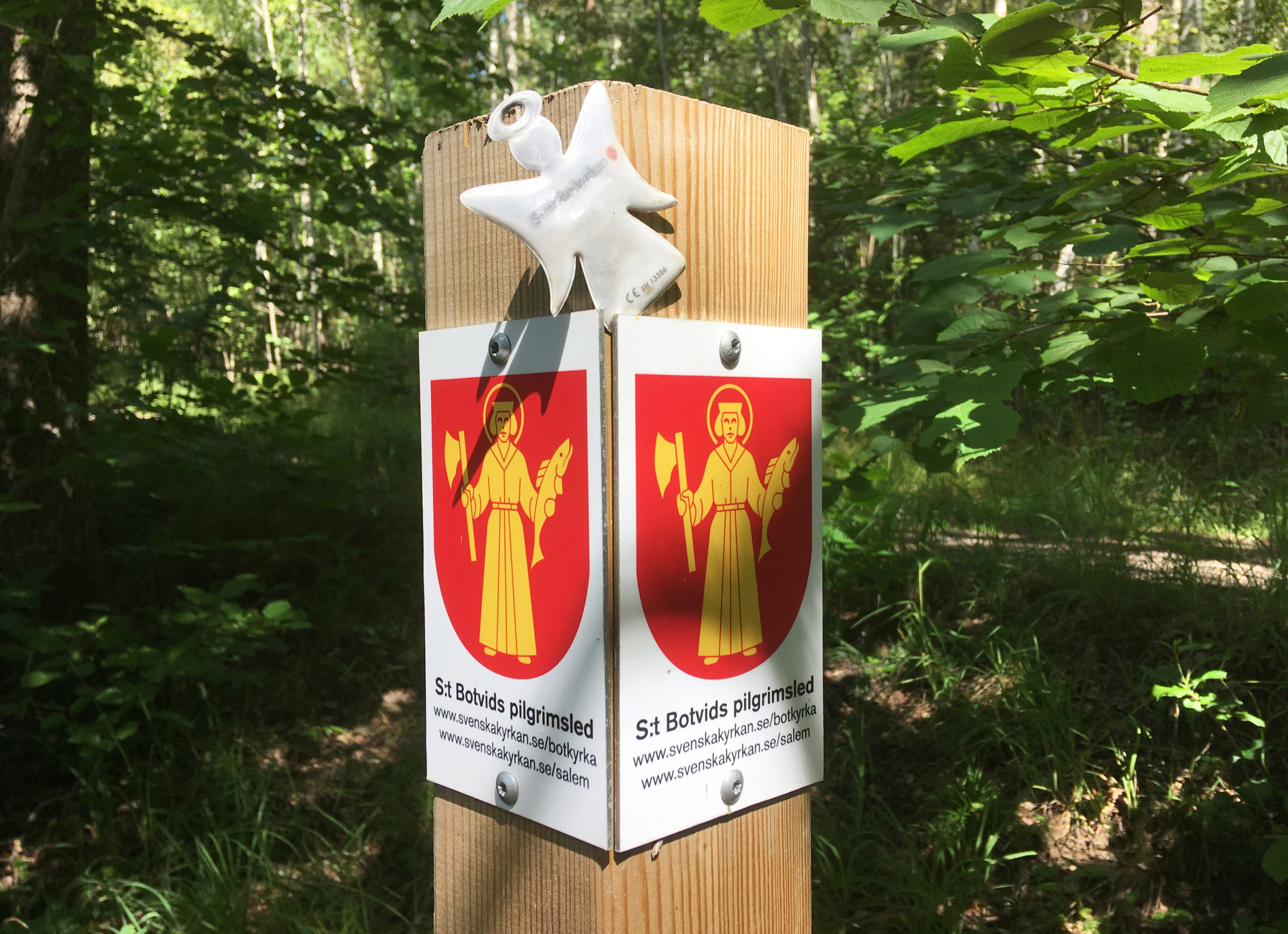
Sankt Botvids pilgrimsled.

### Inom Norden
- Dag Hammarskjöldsleden,[källa behövs] Abisko−Nikkaluokta
- Nidarosvägarna i riktning mot Nidarosdomen, i dagens Trondheim, Norge, bland annat:
  - S:t Olavsleden, från Selånger (Sverige)
  - Pilgrimsleden i Klarälvdalen
  - Pilgrimsleden i västra Värmland
  - Romboleden från Munktorp vid Mälaren strax öster om Köping, via slättbygderna vid Mälaren, innefattande delsträckan
    - Pilgrimsleden Västerbergslagen, från Mälardalen genom västra Bergslagen

  - Stråsjöleden, Hudiksvall - Stråsjö - Haverö
  - Helgonleden, Uppsala - Gävle - Skog - Undersvik - Järvsö - Färila - Kårböle - Kårböleleden [1]
  - Pilgrimsleden i Dalsland
  - Letstigen, Degerfors - Svartå
- Ingegerdsleden i Uppland
- Eriksleden i Uppsala
- Birgittaleden och Klosterleden i Östergötland, Sverige
- Franciskusleden, Jönköping – Alvastra
- Munkaleden, Nydala kloster – Byarums kloster
- Skagernleden
- Pilgrimsleden genom Skara Stift
- Pilgrimsleden på Gotland
- Pilgrimsleden Höör-Hallaröd
- Pilgrimsleden Orust
- Jorsalavägarna i riktning mot Jerusalem, antingen via Miklagård eller Rom
- S:t Henriksleden, Åbo - Nousis - Kjulo - Kumo, Finland
- Sankt Botvids pilgrimsled, mellan Salems kyrka i Salems kommun och Botkyrka kyrka i Botkyrka kommun, båda i Stockholms län.

### I Europa
- Jakobsvägen (Camino de Santiago)
- Pilgrims' Way till Canterbury